# 瑪利亞·葛萊蒂
聖瑪利亞·葛萊蒂（St. Maria Goretti，1890年10月16日—1902年7月5日）是義大利的天主教聖人及平信徒殉道者。她曾抵抗鄰居青年的性侵害意圖，雖然對方沒有得逞，但也因而被對方以刀刺傷十四處，最後在醫院急救失敗而死，據傳她在死前寬恕了殺害她的兇手，並為其祈禱。
她的慶日在7月6日。

## 生平
瑪利亞·葛萊蒂生於義大利安科納省科理納多的一個小佃農家庭中，在家中六個孩子中排行老三。1896年為求生計全家搬離故鄉。1899年，葛萊蒂家搬到羅馬省的內圖諾，並和塞雷內利家同住一棟房子。隔年其父因為瘧疾而過世，家計轉由其母承擔。

### 殉難
1902年7月5日，塞雷內利家20歲的長子亞歷山卓(義大利語：Alessandro)趁當時只有11歲的瑪利亞獨自坐在門廊前縫補衣服時，試圖把她拉到臥室以對她性侵害。然而瑪利亞開始大叫和抵抗，結果亞歷山卓被激怒而拿出隨身小刀連刺瑪利亞·葛萊蒂14刀，而後就拋下瑪利亞跑走。由於傷口傷及要害，在醫院急救的二十小時後她還是過世了。根據事後對她親人的訪問，在她生前最後一段時間內她不怨恨，反而寬恕了殺她的兇手。

## 亞歷山卓的遭遇
亞歷山卓·塞雷內利因為殺害了瑪利亞而遭到逮捕，由於他當時未成年因此只被判刑三十年的監禁，逃脫了市民一致聲討的死刑。据他的表白說在獄中他曾夢見瑪利亞·葛萊蒂摘下花園中的百合花放入他手中，並寬恕了他，自此他對自己的行為感到十分的悔悟。
出獄後他去拜訪瑪利亞的母親，向她祈求寬恕。而她的母親則表示若她的女兒在彌留時都能表達對他的寬恕，那她又有什麼不能原諒的。1950年他也跟群眾一起站在聖伯多祿廣場上，參與了瑪利亞·葛萊蒂的列品典禮。
亞歷山卓·塞雷內利後來成為圣方济各第三会 的會院雜工，在那擔任園丁等工作直到1970年他逝世為止。